# کودک شاعر
کودک شاعر فیلمی به کارگردانی  و نویسندگی امیرقاسم راضی ساختهٔ سال ۱۳۸۱ است.

## بازیگران
- نعمت جهانفرد
- رضا صادقی
- جواد زیتونی
- فریده دریامج
- مینا نوروزی